# Walter Auffenberg
|  | Dieser Artikel wurde aufgrund von formalen oder inhaltlichen Mängeln in der Qualitätssicherung Biologie zur Verbesserung eingetragen. Dies geschieht, um die Qualität der Biologie-Artikel auf ein akzeptables Niveau zu bringen. Bitte hilf mit, diesen Artikel zu verbessern! Artikel, die nicht signifikant verbessert werden, können gegebenenfalls gelöscht werden. Lies dazu auch die näheren Informationen in den Mindestanforderungen an Biologie-Artikel. Begründung: Kein Artikel--kopiersperre (Diskussion) 08:15, 1. Dez. 2015 (CET) |

Walter Auffenberg (* 6. Februar 1928 in Detroit, Michigan; † 17. Januar 2004 in Gainesville, Florida) war ein US-amerikanischer Biologe, der sich vor allem mit Komodowaranen beschäftigte. Die Art
Auffenbergs Waran ist nach ihm benannt.

## Leben
Im Jahr 1969 zog Auffenberg mit seiner Familie auf die Insel Komodo in Indonesien. Dies ermöglichte es ihm, über einen Zeitraum von 11 Monaten die dortigen Warane und ihr Verhalten in ihrer natürlichen Umgebung zu erforschen. Zusammen mit einem einheimischen Assistenten gelang es ihnen, 50 Individuen der Art einzufangen und zur Identifikation zu markieren. Seine Forschungsergebnisse sollten sich auch für die Erhaltungszucht der Tiere in menschlicher Obhut als wegweisend erweisen.

## Bücher
- The Behavioral Ecology of the Komodo Monitor (= A University of Florida Book).  University Presses of Florida, Gainesville, FL 2002, ISBN 0-8130-0621-X.
- The Bengal Monitor. University Press of Florida, Gainesville, FL 1994, ISBN 0-8130-1295-3.
- Gray's Monitor Lizard (= University Presses of Florida), University of Florida Press, Gainesville, FL 1988, ISBN 0-8130-0841-7.
- A Reconsideration of the Racer, Coluber constrictor in Eastern United States (= Tulane Studies in Zoology. Band 1, No. 3., Tulane University, New Orleans, LA 28. Juli 1953, OCLC 13621526 (Dissertation Manuskript University of Florida 1953, 147 Seiten)).

| Personendaten    | Personendaten             |
| ---------------- | ------------------------- |
| NAME             | Auffenberg, Walter        |
| KURZBESCHREIBUNG | US-amerikanischer Biologe |
| GEBURTSDATUM     | 6. Februar 1928           |
| GEBURTSORT       | Detroit, Michigan         |
| STERBEDATUM      | 17. Januar 2004           |
| STERBEORT        | Gainesville, Florida      |